# La Rochelle Business School
La Rochelle Business School er en europæisk business school med campusser i La Rochelle. Skolen, der blev grundlagt i 1988. la Rochelle BS blev placeret på en 76. plads blandt de europæiske business schools i 2019 af Financial Times. La Rochelle BS har ligeledes et PhD-program såvel som adskillige Master-programmer inden for specifikke managementområder, såsom marketing, finans eller iværksætteri.
La Rochelle BS programmer har de tre internationale akkrediteringer AMBA, EQUIS og AACSB. Skolen har over 17.500 alumner inden for handel og politik.

## Berømt lærer
- Alexandre del Valle, fransk politolog, journalist og essayist